# Memphis Rock and Soul
Memphis Rock and Soul è il tredicesimo album discografico in studio della musicista statunitense Melissa Etheridge, pubblicato il 7 ottobre 2016.

## Tracce
1. Memphis Train – 3:48
2. Respect Yourself (People Stand Up) – 4:22
3. Who's Making Love – 3:48
4. Hold On, I'm Coming – 3:19
5. I've Been Loving You Too Long (To Stop Now) – 4:02
6. Any Other Way – 3:21
7. I'm a Lover – 3:03
8. Rock Me Baby – 4:43
9. I Forgot to Be Your Lover – 4:50
10. Wait a Minute – 2:53
11. Born Under a Bad Sign – 4:33
12. I've Got Dreams to Remember – 4:29